# Денмарк (тауншип, Миннесота)
Денмарк (англ. Denmark) — тауншип в округе Вашингтон, Миннесота, США. На 2000 год его население составило 1348 человек.

## География
По данным Бюро переписи населения США площадь тауншипа составляет 78,8 км², из которых 74,1 км² занимает суша, а 4,7 км² — вода (5,95 %).

## Демография
По данным переписи населения 2000 года здесь находились 1348 человек, 481 домохозяйство и 404 семьи. Плотность населения — 18,2 чел./км². На территории тауншипа расположено 503 постройки со средней плотностью 6,8 построек на один квадратный километр. Расовый состав населения: 98,22 % белых, 0,15 % азиатов, 0,15 % c Тихоокеанских островов, 0,82 % — других рас США и 0,67 % приходится на две или более других рас. Испанцы или латиноамериканцы любой расы составляли 1,19 % от популяции тауншипа.
Из 481 домохозяйства в 32,6 % воспитывались дети до 18 лет, в 76,5 % проживали супружеские пары, в 4,6 % проживали незамужние женщины и в 16,0 % домохозяйств проживали несемейные люди. 12,9 % домохозяйств состояли из одного человека, при том 4,6 % из — одиноких пожилых людей старше 65 лет. Средний размер домохозяйства — 2,80, а семьи — 3,08 человека.
23,2 % населения — младше 18 лет, 7,9 % — в возрасте от 18 до 24 лет, 25,5 % — от 25 до 44, 33,2 % — от 45 до 64, и 10,2 % — старше 65 лет. Средний возраст — 42 года. На каждые 100 женщин приходилось 97,4 мужчин. На каждые 100 женщин старше 18 приходилось 101,4 мужчин.
Средний годовой доход домохозяйства составлял 74 821 доллар, а средний годовой доход семьи — 81 279 долларов. Средний доход мужчин — 46 161 доллар, в то время как у женщин — 32 917. Доход на душу населения составил 30 069 долларов. За чертой бедности находились 2,7 % семей и 2,7 % всего населения тауншипа, из которых 1,9 % младше 18 и 3,5 % старше 65 лет.